# UEFA U-21 축구 선수권 대회
UEFA 유러피언 U-21 챔피언십(UEFA European Under-21 Championship)는 유럽 축구 연맹(UEFA)이 주관하는 21세 이하 축구 국가대표팀 간의 국가대항전이다.
1967년부터 1970년까지 열린 U-23 챌린지컵이 1972년에 U-23 축구 선수권 대회로 바뀌고, 1978년부터 현재와 같은 형태의 21세 미만 대회로 시행되고 있다. 예선이 시작될 때 선수들의 나이가 만 21세 이하면 되기 때문에 실제 본선에서 뛰는 선수들의 나이는 그 이상일 수도 있다. 유럽 각국 유망주들의 경연장으로 일컬어지며 이 대회를 통해 후에 성인 무대에서도 스타가 된 경우가 많은 편이다.
1978년 대회부터는 짝수 해마다 열렸지만 2007년 대회부터는 홀수 해마다 열리고 있다. 하계 올림픽 이전의 홀수 해에 열리는 대회는 올림픽 축구 남자부의 유럽 지역 예선을 겸한다. 1978년 대회부터 2015년 대회까지는 8개국이 참가했으며, 2017년 대회부터 2019년 대회까지는 12개국이 참가했다. 2021년 대회부터 참가국이 16개국으로 확대되었다.

## 역대 대회
| 연도          | 개최국            | 우승           | 스코어                                  | 준우승              |
| ------------- | ----------------- | -------------- | --------------------------------------- | ------------------- |
| 1972년 자세히 | N/A               | 체코슬로바키아 | 2 : 2 / 3 : 1 합계 5 : 3                | 소련                |
| 1974년 자세히 | N/A               | 헝가리         | 2 : 3 / 4 : 0 합계 6 : 3                | 동독                |
| 1976년 자세히 | N/A               | 헝가리         | 1 : 1 / 2 : 1 합계 3 : 2                | 동독                |
| 1978년 자세히 | N/A               | 유고슬라비아   | 1 : 0 / 4 : 4 합계 5 : 4                | 동독                |
| 1980년 자세히 | N/A               | 소련           | 0 : 0 / 1 : 0 합계 1 : 0                | 동독                |
| 1982년 자세히 | N/A               | 잉글랜드       | 3 : 1 / 2 : 3 합계 5 : 4                | 서독                |
| 1984년 자세히 | N/A               | 잉글랜드       | 1 : 0 / 2 : 0 합계 3 : 0                | 스페인              |
| 1986년 자세히 | N/A               | 스페인         | 1 : 2 / 2 : 1 합계 3 : 3 승부차기 3 : 0 | 이탈리아            |
| 1988년 자세히 | N/A               | 프랑스         | 0 : 0 / 3 : 0 합계 3 : 0                | 그리스              |
| 1990년 자세히 | N/A               | 소련           | 4 : 2 / 3 : 1 합계 7 : 3                | 유고슬라비아        |
| 1992년 자세히 | N/A               | 이탈리아       | 2 : 0 / 0 : 1 합계 2 : 1                | 스웨덴              |
| 1994년 자세히 | 프랑스            | 이탈리아       | 1 : 0 (연장전)                          | 포르투갈            |
| 1996년 자세히 | 스페인            | 이탈리아       | 1 : 1 승부차기 4 : 2                    | 스페인              |
| 1998년 자세히 | 루마니아          | 스페인         | 1 : 0                                   | 그리스              |
| 2000년 자세히 | 슬로바키아        | 이탈리아       | 2 : 1                                   | 체코                |
| 2002년 자세히 | 스위스            | 체코           | 0 : 0 승부차기 3 : 1                    | 프랑스              |
| 2004년 자세히 | 독일              | 이탈리아       | 3 : 0                                   | 세르비아 몬테네그로 |
| 2006년 자세히 | 포르투갈          | 네덜란드       | 3 : 0                                   | 우크라이나          |
| 2007년 자세히 | 네덜란드          | 네덜란드       | 4 : 1                                   | 세르비아            |
| 2009년 자세히 | 스웨덴            | 독일           | 4 : 0                                   | 잉글랜드            |
| 2011년 자세히 | 덴마크            | 스페인         | 2 : 0                                   | 스위스              |
| 2013년 자세히 | 이스라엘          | 스페인         | 4 : 2                                   | 이탈리아            |
| 2015년 자세히 | 체코              | 스웨덴         | 0 : 0 승부차기 4 : 3                    | 포르투갈            |
| 2017년 자세히 | 폴란드            | 독일           | 1 : 0                                   | 스페인              |
| 2019년 자세히 | 이탈리아 산마리노 | 스페인         | 2 : 1                                   | 독일                |
| 2021년 자세히 | 헝가리 슬로베니아 | 독일           | 1 : 0                                   | 포르투갈            |
| 2023년 자세히 | 루마니아 조지아   | 잉글랜드       | 1 : 0                                   | 스페인              |
| 2025년 자세히 | 슬로바키아        | 잉글랜드       | 3 : 2 (연장전)                          | 독일                |

### 역대 성적
| 국가       | 우승                             | 준우승                     |
| ---------- | -------------------------------- | -------------------------- |
| 스페인     | 5 (1986, 1998, 2011, 2013, 2019) | 4 (1984, 1996, 2017, 2023) |
| 이탈리아   | 5 (1992, 1994, 1996, 2000, 2004) | 2 (1986, 2013)             |
| 잉글랜드   | 4 (1982, 1984, 2023, 2025)       | 1 (2009)                   |
| 독일1      | 3 (2009, 2017, 2021)             | 3 (1982, 2019, 2025년)     |
| 네덜란드   | 2 (2006, 2007)                   | –                          |
| 러시아2    | 2 (1980, 1990)                   | –                          |
| 세르비아3  | 1 (1978)                         | 3 (1990, 2004, 2007)       |
| 프랑스     | 1 (1988)                         | 1 (2002)                   |
| 체코       | 1 (2002)                         | 1 (2000)                   |
| 스웨덴     | 1 (2015)                         | 1 (1992)                   |
| 포르투갈   | –                                | 3 (1994, 2015, 2021)       |
| 동독       | –                                | 2 (1978, 1980)             |
| 그리스     | –                                | 2 (1988, 1998)             |
| 우크라이나 | –                                | 1 (2006)                   |
| 스위스     | –                                | 1 (2011)                   |

1 서독 시대의 기록을 포함한다.
2 소련 시대의 기록을 포함한다.
3 유고슬라비아, 세르비아 몬테네그로 시대의 기록을 포함한다.

## 역대 개인 타이틀

### 대회 최우수 선수
| 대회 | 선수                | 국가대표팀                       |
| ---- | ------------------- | -------------------------------- |
| 1978 | 바히드 할릴호지치   | 유고슬라비아 사회주의 연방공화국 |
| 1980 | 아나톨리 데먀넨코   | 소련                             |
| 1982 | 루디 푈러           | 서독                             |
| 1984 | 마크 헤이틀리       | 잉글랜드                         |
| 1986 | 마누엘 산치스       | 스페인                           |
| 1988 | 로랑 블랑           | 프랑스                           |
| 1990 | 다보르 슈케르       | 유고슬라비아 사회주의 연방공화국 |
| 1992 | 레나토 부소         | 이탈리아                         |
| 1994 | 루이스 피구         | 포르투갈                         |
| 1996 | 파비오 칸나바로     | 이탈리아                         |
| 1998 | 프란세스크 아르나우 | 스페인                           |
| 2000 | 안드레아 피를로     | 이탈리아                         |
| 2002 | 페트르 체흐         | 체코                             |
| 2004 | 알베르토 질라르디노 | 이탈리아                         |
| 2006 | 클라스 얀 훈텔라르  | 네덜란드                         |
| 2007 | 로이스톤 드렌테     | 네덜란드                         |
| 2009 | 마르쿠스 베리       | 스웨덴                           |
| 2011 | 후안 마타           | 스페인                           |
| 2013 | 티아고 알칸타라     | 스페인                           |
| 2015 | 윌리앙 카르발류     | 포르투갈                         |
| 2017 | 다니 세바요스       | 스페인                           |
| 2019 | 파비안 루이스       | 스페인                           |
| 2021 | 파비우 비에이라     | 포르투갈                         |
| 2023 | 앤서니 고든         | 잉글랜드                         |
| 2025 | 하비 엘리엇         | 잉글랜드                         |

### 골든 부트
UEFA 유러피언 U-21 챔피언십 아디다스 골든 부트(The UEFA European Under-21 Championship adidas Golden Boot award)는 본선 대회 기간 동안 가장 많이 득점한 선수에게 수여한다. 2013년부터는 실버 부트와 브론즈 부트도 수여하고 있다. 실버 부트는 대회 기간 중 두 번째로 가장 많이 득점한 선수에게, 브론즈 부트는 세 번째로 가장 많이 득점한 선수에게 수여한다.
| 대회                   | 골든 부트           | 득점 | 실버 부트         | 득점 | 브론즈 부트   | 득점 | 각주  |
| ---------------------- | ------------------- | ---- | ----------------- | ---- | ------------- | ---- | ----- |
| 2000 슬로바키아        | 안드레아 피를로     | 3    |                   |      |               |      | [ 1 ] |
| 2002 스위스            | 마시모 마카로네     | 3    | [ 1 ]             |      |               |      |       |
| 2004 독일              | 알베르토 질라르디노 | 4    | [ 1 ]             |      |               |      |       |
| 2006 포르투갈          | 클라스얀 휜텔라르   | 4    | [ 1 ]             |      |               |      |       |
| 2007 네덜란드          | 마세오 리흐터르스   | 4    | [ 1 ]             |      |               |      |       |
| 2009 스웨덴            | 마르쿠스 베리       | 7    | [ 1 ]             |      |               |      |       |
| 2011 덴마크            | 아드리안 로페스     | 5    | [ 1 ]             |      |               |      |       |
| 2013 이스라엘          | 알바로 모라타       | 4    | 티아고 알칸타라   | 3    | 이스코        | 3    | [ 1 ] |
| 2015 체코              | 얀 클리멘트         | 3    | 케빈 폴란트       | 2    | 욘 구이데티   | 2    | [ 2 ] |
| 2017 폴란드            | 사울                | 5    | 마르코 아센시오   | 3    | 브루마        | 3    | [ 3 ] |
| 2019 이탈리아/산마리노 | 루카 발트슈미트     | 7    | 제오르제 푸슈카슈 | 4    | 마르코 리히터 | 3    |       |
| 2021 헝가리/슬로베니아 | 루카스 은메차       | 4    | 파트리크 쿠트로네 | 3    | 다니 모타     | 3    |       |

## 같이 보기
- UEFA 유럽 축구 선수권 대회